# Amityville 3-D
Amityville 3-D (também conhecido como: Amityville III: The Demon)  é um filme de 1983 do gênero Terror e o terceiro da série The Amityville Horror. Foi um de uma onda de filmes lançados em 3-D no início dos anos 80. O filme foi dirigido por Richard Fleischer e o roteiro foi escrito por David Ambrósio (sob pseudônimo de William Wales). Foi o único filme da Orion Pictures a ser filmado em 3-D.
Devido a uma ação judicial entre a família Lutz e Dino De Laurentiis sobre o enredo não envolver a família Lutz, Amityville 3-D não foi chamado de sequência. No entanto, o filme faz referência à história original do Horror em Amityville. O personagem de John Baxter é vagamente baseado em Stephen Kaplan, que na época estava tentando provar que a história de Lutz era uma farsa. Este é o único filme de Amityville a ter uma classificação PG pela Motion Picture Association of America (A classificação PG-13 não chegou a existir até 1984).

## Sinopse
John Baxter (Tony Roberts) é um cético repórter e após se divorciar de Nancy (Tess Harper), compra por um preço bem baixo (já que ninguém queria o imóvel), a assustadora casa de Long Island, onde já tinha havido várias mortes. Logo John constata que a razão deste temor não eram tolas superstições e sim algo bem terrível.

## Elenco
- Tony Roberts ... John Baxter
- Tess Harper ... Nancy Baxter
- Robert Joy ... Elliot West
- Lori Loughlin ... Susan Baxter
- Candy Clark ... Melanie
- Meg Ryan ... Lisa
- John Beal ... Harold Caswell
- Leora Dana ... Emma Caswell
- John Harkins ... Clifford Sanders
- John Beal ... Harold Caswell
- Neill Barry ... Jeff
- Peter Kowanko ... Roger
- Rikke Borge ... Joyce
- Carlos Romano ... David Cohler
- Jorge Zepeda ... Motorista da van
- Josefina Echánove … Dolores